# Eliphalet Ferris House
Eliphalet Ferris House is een geregistreerd historisch gebouw in Mariemont, Ohio, dat genoemd wordt in het National Register of Historic Places van 29 mei 1975.